# Вологда (река)
Во́логда — река в Вологодской области России, правый приток Сухоны (бассейн Северной Двины).

## Физико-географическая характеристика
Длина — 155 км, площадь водосборного бассейна — 3030 км².
Крупные притоки — Синдошь, Масляная, Тошня (все правые).
На реке — город Вологда и село Молочное.
Вологда берёт начало в лесистом районе к северо-западу от города Вологды на высоте более 181 м над уровнем моря. Течение в верховьях довольно быстрое, русло извилистое. Общее направление течения реки — на восток. В северо-западных пригородах Вологды река принимает свой крупнейший приток — Тошню.
После города река выходит на обширную заболоченную низменность. Течение практически исчезает. Вологда впадает в Сухону в нескольких сотнях метров выше устья Лежи, на высоте 106 м над уровнем моря. За два километра до устья от Вологды отходит боковая протока, называемая Окольной Сухоной, соединяющая Вологду и Лежу.
Вологда судоходна от впадения Тошни.

### Притоки
(указано расстояние от устья)
- 7 км: река Вёкса (лв)
- 7 км: протока Окольная Сухона (пр)
- 27 км: река Шограш (пр)
- 31 км: река Золотуха (Содема) (пр)
- 39 км: река Пудежка (лв)
- 46 км: река Тошня (пр)
- 59 км: река Козьма (пр)
- 73 км: река Поченьга (пр)
- 74 км: река Манега (лв)
- 76 км: река Перженьга (пр)
- 94 км: река Масляная (пр)
- 102 км: река Синдошь (пр)
- 109 км: река Шомица (лв)
- 120 км: река Вотча (лв)

## Экология
На 2007 год Вологда была одной из самых загрязнённых рек бассейна Северной Двины. Её воды характеризовались как грязные (4-й класс, разряд «б»). В предыдущие годы, на протяжении 15-20 лет река также была одной из двух самых загрязнённых рек (вместе с рекой Пельшма) бассейна Сухоны, её вода оценивалась как «грязная» и «экстремально грязная».